# Bajok
Bajok is een bestuurslaag in het regentschap Lebong van de provincie Bengkulu, Indonesië. Bajok telt 366 inwoners (volkstelling 2010).